# 네덤 오누오하
치네덤 "네덤" 오누오하(Chinedum "Nedum" Onuoha, 1986년 11월 12일 ~ )는 나이지리아계 잉글랜드인의 전 축구 선수이다. 과거 수비수로 뛰었다.
주로 중앙에서 활약하지만 오른쪽과 왼쪽 모두에서 뛸 수 있다.

## 생애
오누오하는 나이지리아에서 태어나 잉글랜드 맨체스터에서 자랐다.

## 클럽 경력

### 맨체스터 시티
2003-04 시즌에 맨체스터 시티 리저브팀에서 활약하였고, 04-05 시즌에 베리와의 친선경기에서 처음으로 1군 경기를 뛰었다.
1군 선수로서의 정식 데뷔는 그가 17세이던 2004년 10월 27일 아스널과의 칼링컵 경기였다. 그는 2004년 11월 1일 맨체스터 시티의 홈에서 벌어진 노리치 시티와의 경기에서 교체선수로 나오면서 프리미어리그에 데뷔하였다. 그의 포지션은 중앙 수비수였지만, 케빈 키건 감독은 그의 패스 능력을 키우기 위해서 오른쪽 수비수로 기용하였다고 한다.
데뷔 시즌에 18경기를 뛰었으나 05-06 시즌에는 부상으로 단 12경기만을 뛰었다. 06-07시즌에도 여러 부상을 당했으나, 곧 좋은 활약으로 4년 재계약을 하게 된다. 브리스톨 시티와의 칼링컵 2라운드 경기(맨체스터 시티가 2-1로 승리)에서는 주장이었고, 2008년 3월 16일 토트넘와의 경기에서는 첫 골을 넣으며 팀의 2-1 승리에 일조하였다.
그러나 2008년 4월 5일 첼시와의 경기에서 어깨가 탈구되는 부상으로 수술을 받으면서 07-08시즌을 마감하였다.

### 선덜랜드
2010-11 시즌 여름 이적에서 선덜랜드로 임대 이적하였다.

### 퀸스 파크 레인저스
2012년 1월 겨울이적 시장에서 그는 퀸스 파크 레인저스로 이적 하였다.

## 국가대표팀 경력
오누오하는 2005년 10월 12일에 데뷔한 이래로 잉글랜드 U-21 대표팀의 주전 선수이다. 그는 네덜란드에서 열린 2007 유럽 U-21 축구 챔피언십에 참가하였다. 대회 도중에 세르비아 팬들로부터 인종 차별적 모욕을 당했으나, 마음의 평정을 유지하며 찬사를 받았다.
모든 4경기에서 뛰었으나, 네덜란드와의 준결승 연장전에서는 피로한 모습을 보였다(이미 3 교체카드를 써버렸기 때문에 교체될 수 없었다).
잉글랜드 U-21 대표팀은 준결승에서 승부차기까지 가는 접전 끝에 13-12로 패배 하였다. 그는 폴란드 U-21 와의 경기에서 (0-0 무승부) 대표팀의 주장이었다. 2007년 3월에 나이지리아 축구 국가대표팀의 소집을 받았으나, 오누오하는 잉글랜드 국가 대표팀에서 뛰고 싶다고 공언하였다.